# Athena I

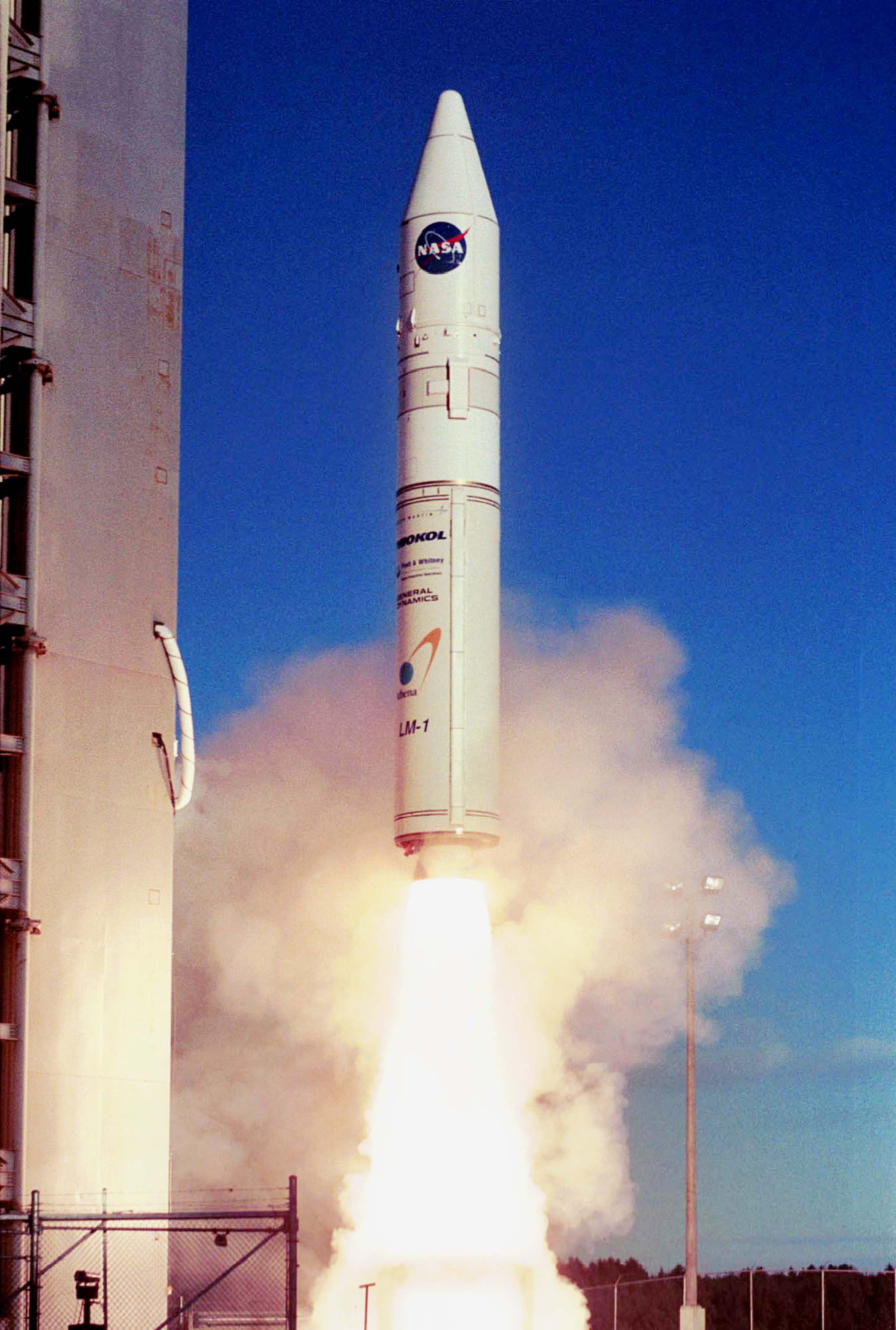
Foguete Athena I

Athena I foi um foguete construído pela Lockheed Martin com capital privado e pertencente à família de foguetes Athena. Foi retirado do serviço por não obter os benefícios esperados.

## Histórico de lançamentos
| Voo  | Data                   | Plataforma de lançamento         | Carga                              | Resultado | Notas                                   |
| ---- | ---------------------- | -------------------------------- | ---------------------------------- | --------- | --------------------------------------- |
| DLV  | 15 de agosto de 1995   | Vandenberg SLC6                  | GemStar 1                          | Falha     | Primeiro voo. Falha do segundo estágio. |
| LM-2 | 22 de agosto de 1997   | Vandenberg SLC6                  | Lewis                              | Êxito     |                                         |
| LM-6 | 27 de janeiro de 1999  | Cabo Canaveral LC46              | ROCSAT 1                           | Êxito     |                                         |
| LM-1 | 30 de setembro de 2001 | Complexo de lançamento de Kodiak | Starshine 3 Picosat PCSat Sapphire | Êxito     | Último voo.                             |